# Mission Viejo Nadadores
Mission Viejo Nadadores (en français traduit de l'espagnol, « les nageurs de Mission Viejo ») est l'un des clubs de natation les plus connus des États-Unis. Le club a son siège à Mission Viejo en Californie et s'entraîne au Marguerite Aquatic Center.
Bien qu'il n'ait été créé qu'en 1968, ses nageurs ont participé à tous les Jeux olympiques depuis ceux de 1976. Le club  détient le record de titres par équipes aux Championnats Nationaux des États-Unis avec 47 victoires.

## Histoire
La suprématie du club est apparue lors des Jeux Olympiques de 1984, lorsque ses nageurs ont gagné 13 médailles dont 10 en or, notamment grâce à  Brian Goodell, Shirley Babashoff, Mary T. Meagher, Robin Leamy, Greg Louganis, Amy Shaw, Ricardo Prado, Jesse Vasallo, Tiffany Cohen, Dara Torres, accompagné de leurs entraîneurs Mike O'Brien, Mark Schubert et Terry Stoddard.
Aux Jeux Olympiques de 2004, le nageur Larsen Jensen est arrivé deuxième au 1 500 mètres nage libre.
En 2007, le plus vieux record du monde a été battu par Kate Ziegler lors des TYR Swim Meet of Champions, compétition que le club organise tous les ans. Il s'agissait du  record du 1 500 mètres nage libre détenu par Janet Evans depuis le 26 mars 1988.
Actuellement, les nageurs sont entraîné par Bill Rose.